# Hannes Reichelt
Johannes (Hannes) Reichelt (Altenmarkt im Pongau, 5 juli 1980) is een Oostenrijkse alpineskiër. Hij vertegenwoordigde zijn vaderland op de Olympische Winterspelen 2006 in Turijn en op de Olympische Winterspelen 2018 in Pyeongchang.

## Carrière
Bij zijn wereldbekerdebuut, in december 2001 in Val d'Isère, wist Reichelt niet te finishen. Bij zijn tweede wereldbekerwedstrijd, een jaar later in Val-Gardena, stond de Oostenrijker voor de eerste maal op het wereldbekerpodium. Op de wereldkampioenschappen alpineskiën 2003 in Sankt Moritz startte Reichelt enkel op de Super G, hij wist echter niet te finishen. In december 2005 boekte de Oostenrijker in Beaver Creek zijn eerste wereldbekerzege. Tijdens de Olympische Winterspelen van 2006 in Turijn eindigde Reichelt als tiende op de Super G.
In Åre nam de Oostenrijker deel aan de wereldkampioenschappen alpineskiën 2007, op dit toernooi wist hij, op de reuzenslalom, de finish niet te bereiken. In het seizoen 2007/2008 sleepte Reichelt de wereldbeker op de Super G in de wacht. Op de wereldkampioenschappen alpineskiën 2009 in Val d'Isère eindigde de Oostenrijker als dertigste op de reuzenslalom. Reichelt kwalificeerde zich voor de Olympische Winterspelen 2010 in Vancouver op de Super-combinatie, door een elleboogblessure, die hij kort voor de Spelen opliep in de training, kon hij echter niet deelnemen.
In Garmisch-Partenkirchen nam de Oostenrijker deel aan de wereldkampioenschappen alpineskiën 2011. Op dit toernooi veroverde hij de zilveren medaille op de Super G, op de afdaling eindigde hij op de zestiende plaats. Op de wereldkampioenschappen alpineskiën 2013 in Schladming eindigde hij als vierde op de Super G, op de afdaling wist hij niet te finishen. Vanwege een hernia miste Reichelt de Olympische Winterspelen 2014 in Sotsji.
In Beaver Creek nam Reichelt deel aan de wereldkampioenschappen alpineskiën 2015. Op dit toernooi werd hij wereldkampioen op de Super G, op de afdaling eindigde hij op de dertiende plaats. Op de wereldkampioenschappen alpineskiën 2017 in Sankt Moritz eindigde hij als tiende op de Super G en als zeventiende op de afdaling. Tijdens de Olympische Winterspelen van 2018 in Pyeongchang eindigde de Oostenrijker als elfde op de Super G en als twaalfde op de afdaling.

## Resultaten

### Olympische Spelen
| Jaar | Plaats      | Resultaten               |
| ---- | ----------- | ------------------------ |
| 2006 | Turijn      | 10e Super G              |
| 2018 | Pyeongchang | 12e Afdaling 11e Super G |

### Wereldkampioenschappen
| Jaar | Plaats       | Resultaten               |
| ---- | ------------ | ------------------------ |
| 2003 | Sankt Moritz | DNF Super G              |
| 2007 | Åre          | DNF Reuzenslalom         |
| 2009 | Val d'Isère  | 30e Reuzenslalom         |
| 2011 | Garmisch-P.  | Super G · 16e Afdaling   |
| 2013 | Schladming   | 4e Super G DNF1 Afdaling |
| 2015 | Beaver Creek | Super G · 13e Afdaling   |
| 2017 | Sankt Moritz | 10e Super G 17e Afdaling |
| 2019 | Åre          | 29e Afdaling DNF Super G |

### Wereldbeker
Eindklasseringen
| Seizoen   | Algm | AD     | RS  | SG     | SC  |
| --------- | ---- | ------ | --- | ------ | --- |
| 2002/2003 | 42e  | -      | -   | 5e     | -   |
| 2003/2004 | 138e | -      | 52e | -      | -   |
| 2004/2005 | 95e  | -      | -   | 31e    | -   |
| 2005/2006 | 20e  | 34e    | 16e | 4e     | -   |
| 2006/2007 | 48e  | -      | 13e | 24e    | -   |
| 2007/2008 | 10e  | 51e    | 8e  | Goud   | -   |
| 2008/2009 | 41e  | -      | 17e | 18e    | -   |
| 2009/2010 | 27e  | -      | 21e | 7e     | -   |
| 2010/2011 | 23e  | 36e    | 12e | 5e     | 56e |
| 2011/2012 | 5e   | 4e     | 5e  | 8e     | 20e |
| 2012/2013 | 8e   | 5e     | 17e | 6e     | 17e |
| 2013/2014 | 12e  | Zilver | 37e | 18e    | -   |
| 2014/2015 | 6e   | Zilver | 47e | 4e     | -   |
| 2015/2016 | 16e  | 10e    | 48e | 13e    | -   |
| 2016/2017 | 10e  | 6e     | -   | Zilver | -   |
| 2017/2018 | 10e  | 8e     | -   | 4e     | -   |
| 2018/2019 | 27e  | 15e    | -   | 14e    | -   |
| 2019/2020 | 51e  | 28e    | -   | 17e    | -   |

Wereldbekerzeges
| Datum            | Plaats                 | Onderdeel    |
| ---------------- | ---------------------- | ------------ |
| 1 december 2005  | Beaver Creek           | Super G      |
| 3 december 2007  | Beaver Creek           | Super G      |
| 23 februari 2008 | Whistler               | Reuzenslalom |
| 13 maart 2008    | Bormio                 | Super G      |
| 5 februari 2011  | Hinterstoder           | Super G      |
| 29 december 2012 | Bormio                 | Afdaling     |
| 25 januari 2014  | Kitzbühel              | Afdaling     |
| 6 december 2014  | Beaver Creek           | Super G      |
| 18 januari 2015  | Wengen                 | Afdaling     |
| 28 februari 2015 | Garmisch-Partenkirchen | Afdaling     |
| 7 februari 2015  | Kvitfjell              | Afdaling     |
| 28 januari 2017  | Garmisch-Partenkirchen | Afdaling     |